# آخرین مرد سیاه‌پوست در سان فرانسیسکو
آخرین مرد سیاه در سان فرانسیسکو (به انگلیسی: The Last Black Man in San Francisco) یک فیلم درام آمریکایی به کارگردانی جو تالبوت محصول سال ۲۰۱۹ است.
محور اصلی این طرح تلاش‌های یک مرد سیاه‌پوست برای بازپس‌گیری خانه کودکی خود، که خانه‌ای با معماری ویکتوریایی اکنون تبدیل شده به خانه‌ای گران‌قیمت در محله‌ای عیان‌نشین در سان فرانسیسکو، را نشان می‌دهد.
این فیلم اولین کارگردانی کارگردان و تهیه‌کننده جو تالبوت است. تالبوت فیلمنامه را با راب ریچرت و داستان را با جیمی فیلز نوشت که فیلم بخشی از زندگی او را بنا نهاده‌است. بازیگران این فیلم؛ جیمی فیلس، جاناتان میجرز، تچینا آرنولد، راب مورگان، مایک اپس، فین ویتراک و دنی گلاور می‌باشند.
این اثر سینمایی اولین نمایش جهانی خود را در جشنواره فیلم ساندنس در ۲۶ ژانویه ۲۰۱۹ انجام داد. جوایز بهترین کارگردانی و جایزه ویژه هیئت داوران را برای همکاری خلاقانه را به دست آورد. کمپانی ای ۲۴ این فیلم را در ۷ ژوئن ۲۰۱۹ در ایالات متحده منتشر کرد.

## داستان
یک مرد جوان به نام جیمی در شهر در حال تغییر سان فرانسیسکو، به دنبال خانه‌ای می‌گردد که پدربزرگش آن را ساخته‌است. جیمی قصد دارد این خانه را بازپس‌گیرد و…